# 14.º distrito congresional de Georgia
El 14.º distrito congresional es un distrito congresional que elige a un Representante para la Cámara de Representantes de los Estados Unidos por el estado de Georgia. Actualmente el distrito está representado por el Republicano Tom Grave. El distrito fue creado a partir del censo de los Estados Unidos de 2010 y empezó a funcionar en el 117.º Congreso.

## Geografía
El 14.º distrito congresional se encuentra ubicado en las coordenadas 34°32′34″N 85°07′59″O / 34.542761, -85.133056. El distrito abarca el condado de Monroe y partes del condado de Miami-Dade. 